# マカオ
座標: 北緯22度10分00秒 東経113度33分00秒 / 北緯22.16667度 東経113.55000度

マカオ特別行政区
澳門特別行政區
Região Administrativa Especial de Macau

地域の標語：無し
地域の歌：義勇軍進行曲・Marcha dos Voluntários※中華人民共和国としての国歌。

マカオ（葡: Macau）あるいは澳門（おうもん、広東語イェール式: Oumún、普通話: Àomén）は、中華人民共和国の特別行政区の一つ。正式名称はマカオ特別行政区（マカオとくべつぎょうせいく）。
中国大陸南岸の珠江河口（珠江デルタ）に位置する旧ポルトガル海外領土で、現在はカジノとモータースポーツや世界遺産を中心とした世界的観光地としても知られる。

## 概要
珠江の最下流域、西の河口に位置し、中華人民共和国広東省の広州からは南西に145km、香港からは南西に70km離れている。広東省の珠海市に接し、中国大陸本土南海岸に突き出たマカオ半島と、沖合の島から構成される。この島は、もともとタイパ島とコロアネ島という二つの島であったが、島の間は埋め立てられてコタイと呼ぶ地域となり、全体がひとつの島のようになっている。現在、半島部と旧タイパ島の間は三つの橋でつながれ、コタイから西に珠海市と結ぶ橋もできている。

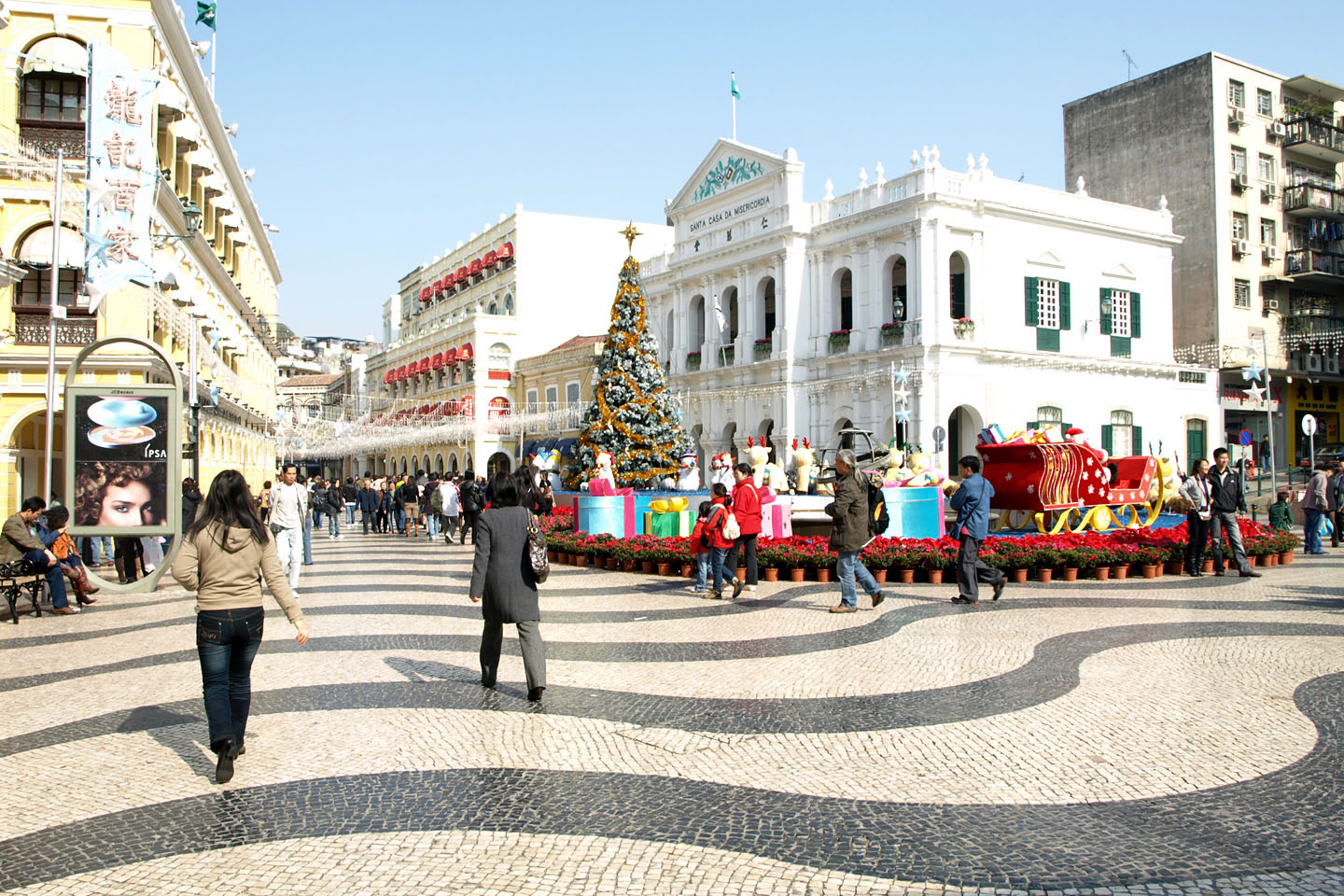
セナド広場

1999年までポルトガルの海外領土であったマカオは、中国大陸のヨーロッパ諸国の植民地の中ではもっとも古く、域内に植民地時代の遺構が数多く点在する。このため、2005年7月15日に、マカオの八つの広場と22の歴史的建造物がマカオ歴史地区という名前でユネスコの世界遺産（文化遺産）に登録された。
域内には多くのカジノが運営されていることから、「東洋のラスベガス」ともいわれている。歴史的建造物とカジノが、香港や中華人民共和国本土のほか、東南アジア、東アジア域内から多くの観光客を呼び込み、それに隣接しているホテルを含む観光産業が盛んである。毎年11月に市街地を使って行われるマカオグランプリは世界的に著名な自動車レースであり、この時期に多くの観光客をひきつけている。
マカオと香港間は24時間高速船が約1時間で結んでおり、ほかにもヘリコプターによる定期便が頻繁に運航される。日帰りで訪れる香港人や旅行客も多い。2018年10月23日に香港とマカオを結ぶ港珠澳大橋が完成した。

## 名称
名称の由来には、多数の説があり定かではないが、マカオ半島にある道教の廟、媽閣廟（マーコミュウ）に由来する説が有名である。ポルトガルの船員がマカオの媽閣の前から上陸するときに地名を聞いたら、廟の名前を聞かれたと思い、「媽閣」（広東語 : Ma1gok3、日本語発音 : マーコク）と答えたからと伝えられている。それ以外は、当地の人間は船員の言葉が理解できず、広東語の悪口「㞗」（広東語 : gau1、日本語発音 : カウ）が混ぜた「乜㞗？（なに？）」（広東語：Mat1gau1、日本語発音 : マッカウ）の返事を真に受けたという説もある。
媽閣廟は、1448年に媽祖を奉るために建設されたもので、現存し、海運、漁業の神として崇拝されている。
澳門は、「澳」が「水が奥深く入り込んだ湾や入り江」を表し、「門」は門のようにそびえ立つ南台山と北台山、また東の大字門と西の小字門から澳門と表記された。歴史的には、蠔鏡という名が明代に記録されているのが最初で、澳門のほか濠鏡澳、濠鏡、海鏡、香山澳などの名称もあった。文語的な表現でマカオは「濠江」（普通話 : Háojiāng / 日本語発音 : ハウチャン、広東語 : Hou4gong1 / 日本語発音 : ホウコン）とも表記される。蓮が多いことから蓮島、蓮海などの呼称もあり、区旗のモチーフにも使われている。
「Macau」の広東語音訳として馬交（広東語：Ma5gaau1、日本語発音 : マーカウ）という表記が用いられることもある。ポルトガル領時代の正式名称は Cidade do Nome de Deus de Macau, Não Há Outra Mais Leal（「最も忠貞なる主の名の街・マカオ」の意味）であった。
室町時代後期から江戸時代初期の日本においては、「天川（あまかわ）」と呼ばれた。

## 歴史

### 明朝以前
珠江と南シナ海の境目に位置するマカオは、もともと、漁民や蛋民と呼ばれた水上居民を中心とする漁業の村であった。その後、東南アジアなどとの通商が始まると、貿易の町として栄えてきた。

### ポルトガル人の居留地
1513年に、当時世界有数の海洋大国として世界各地にその覇権を誇っていたポルトガル人が中国に初渡来し、明王朝との交易を開始した。海禁下の明が1522年に屯門島を拠点とするポルトガル船を駆逐し、広州交易を禁止した。ただしこの時期のマカオの領有権はポルトガルではなく明にあり、明がマカオに税関を設置するなど主権を有していた。
しかし、明の嘉靖年間（1522年 - 1566年）には、マカオ周辺海域での海賊の横行が甚だしく、ポルトガル艦隊総司令官のレオネル・デ・ソウザが海賊退治に協力した。1557年、その褒美としてに明からマカオへの居留が認められた。明が終焉に至る17世紀中頃までマカオを中継地としたポルトガル交易が東アジア周辺国で広がりをみせた。ポルトガル人居住者は、明代から居留のための献金などの名目で交易の一部利益を上納していた。
当時における中国大陸における唯一のヨーロッパ人の居留地となった。
なお、この前後にカトリック教会の宣教師でイエズス会の創設メンバーの1人であるフランシスコ・ザビエルが、ポルトガル政府の支援の下、マカオを拠点に東南アジア各地でキリスト教の布教活動を行っていた。
この頃のマカオは、日本が鎖国するまでは長崎との貿易で繁栄を極めた。その後、ポルトガルとスペインは同君連合となり、スペインの植民地マニラとの間にも貿易ルートが開かれ、これはオランダとのマカオの戦いを起こすことになる（南蛮貿易の歴史）。
しかし明清交替期の動乱や広東（広州）の対外開放等の影響から、アジアにおける貿易港としてのマカオは次第に衰えていった。

### ポルトガルへの割譲

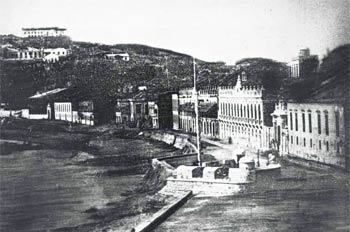
1840年代のマカオ

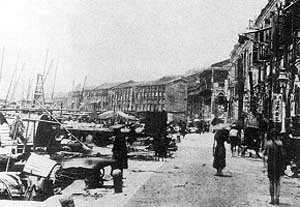
1900年代のマカオ

居住確保を目的としたポルトガルからの継続的な献金は、アヘン戦争後の1849年（道光29年）に停止された。ポルトガル人は、清代の1851年にタイパ島、続いて1864年にコロアネ島を占拠するところとなり、1887年の中葡和好通商条約により、澳門（マカオ）はポルトガルの排他的占有（事実上の割譲）となり、ポルトガル直轄の植民地となった。
ポルトガル政府が任命した総督の統括により、居住地が線引されて2区となった。1区は清国人居住地で、もう1区にはポルトガル人をはじめとした外国人居住区が設けられ、各区長によって各区の行政が推進された。こうした行政下で、清国人および領事以外の外国人が、1906年7月に旅券または書類提示による入出国管理へ移行するなど、ポルトガル人居住区で近代的な法整備が進んだ。
その後、天然の良港に恵まれアジアにおける要衝として発展した香港とは対照的に、マカオの貿易港としての機能は低下し、その地位は凋落した。マカオは珠江の土砂が堆積しやすい位置にあり、大型の船舶が入港しにくくなっていたこと、当時ポルトガルの国力が低下していたことも衰退の原因に挙げられよう。
中華民国と日本との間に1937年より起きた日中戦争においては、両国と国交を持ち中立的立場にあるポルトガル領であることから戦火とは遠い存在であった。

### 第二次世界大戦
1939年9月に起きた第二次世界大戦においてポルトガルは中立国となり、その後1941年12月に勃発した太平洋戦争を通じて日本とも中華民国ともイギリスとも交戦状態に入らず、ポルトガルの海外県政庁のもとで中立港として機能した。このため戦禍を逃れようとした大量の難民が中国大陸から流れ込んだ。
イギリスなど各国領事館が在したマカオは、大戦中は諜報活動の場となった。日本も1941年1月に在マカオ日本領事館を設置、蔣介石の直属機関（藍衣社）等による抗日活動と標的テロも勃発し、枢軸国の敗戦が濃厚となる1944年末には対日テロが激化した。
1945年には福井保光駐マカオ領事が中国人の襲撃に遭い、拳銃で射殺されるという事件が起きている。なおマカオ人の少数が香港防衛義勇軍 (Hong Kong Volunteer Defense Corps) のメンバーであり、香港の戦いで日本軍の捕虜となった。ポルトガル人警察官による澳門特務機関員への発砲事件などが発生するなど、緊迫した事件が相次いだ。

### 戦後
1945年8月に第二次世界大戦が終結し、日本軍が中国大陸から撤退した後に、中華民国総統である蔣介石率いる中国国民党と、毛沢東率いる中国共産党の間に国共内戦が勃発した。
その後1949年には、毛沢東率いる中国共産党により、北京を首都とした中華人民共和国が成立し、中華民国に代わって中国大陸の大部分を統治するようになったものの、その後もイギリスが統治を続けた香港同様、マカオも依然としてポルトガルの統治が続いた。
なお、ポルトガルは中国共産党政府を西側陣営で早くも1950年に承認したイギリスとは異なり、第二次世界大戦後もファシズム的なエスタド・ノヴォと呼ばれる長期独裁体制が存続していたアントニオ・サラザール政権下にあったこともあり、中華人民共和国との国交は結ばないままであった。

### マカオ暴動

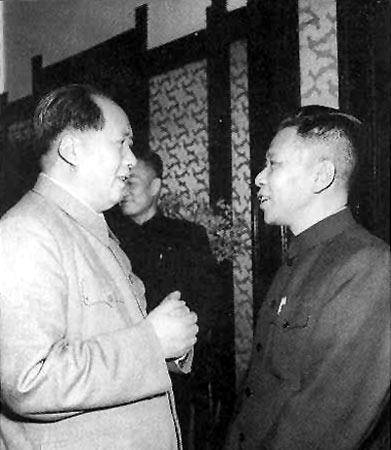
毛沢東と会見する何賢、1956年

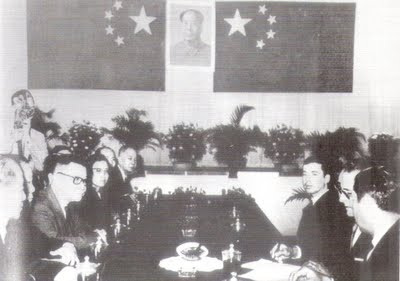
中華人民共和政府へ謝罪する文書に署名するデ・カヴァーリョマカオ総督、1967年

中華人民共和国内で文化大革命が行われていた1966年11月に、中国共産党系小学校における無許可での増築工事に対するポルトガル陸軍大佐のモタ・セルヴェイラ代理総督による制裁が行われ、この制裁に怒った住民によるデモがセナド広場などで数回にわたり行われた。当初は平和的なデモであったが、その後中国共産党系の住人によって暴動化し、12月3日には、これを鎮圧しようとしたフィゲレド警察署長指揮下のポルトガル軍警察がデモ隊に発砲したために、数人のデモ隊が死亡する惨事となった。
事件の最中に赴任したホセ・マニュエル・デ・ソウサ・エ・ファロ・ノブレ・デ・カヴァーリョ新総督は、29日午後にマカオの経済界代表と会談し、学校建設阻止のために警察を動員したことは不適切であったことを認め、中立の調査委員会を設けて事件の解決を図ろうとした。
しかし中華人民共和国政府は、人民解放軍によるマカオへの軍事侵攻をほのめかしながら、ポルトガル政府に対して事件の謝罪と責任者の処罰、共産党系の遺族に対する慰謝料の支払い、以後の中国共産党系住民による統治参加、そして中華民国の国務機関（諜報機関）によるマカオ内での活動の停止などを要求した。
当時のポルトガル海上帝国はポルトガル植民地戦争で国力が低下し、マカオにわずかな軍事力しか駐留させていなかった上に、同じく海外領土として香港を抱えていたイギリスとの英葡永久同盟も5年前にゴアなどのポルトガル領がインドから武力侵攻を受けた際に役立っていなかったため、イギリスによる軍事的な支援は期待できなかった。さらにアメリカ合衆国による軍事支援もベトナム戦争下で期待できなかったこともあり、軍事対立が起きた場合全てを失うとサラザール首相は判断し、総督は毛沢東の肖像画が掛けられた場所で謝罪の文書に署名させられ、セルヴェイラ代理総督は国外追放され、要求をほぼ全面的に受け入れた。
以後「マカオの王」「マカオの影の総督」と呼ばれ、ポルトガル政府と友好的な関係を持った親中派実業家の何賢の影響下に入ることになり、当時のアフリカのポルトガル植民地とは対照的に政情は安定した。ポルトガル政府は中華民国との国交を保ち続けたにもかかわらず、国連で国際連合総会決議2758に賛成したり、その植民地であるマカオがあらゆる中華民国の活動を禁止して単独で中華民国と事実上「断交」するなど中華人民共和国政府に配慮した政策をとることとなった。

### 返還へ
オテロ・デ・カルバーリョ大尉率いる国軍左派による1974年4月25日のカーネーション革命の後にポルトガルは民主化され、当時所有していた全ての海外領土を放棄する方針を採ることになった。しかし中華人民共和国政府はマカオの主権を主張しつつ当分の間のポルトガルによる統治を希望して交渉は停滞した。ポルトガル政府は1977年1月にポルトガル軍をマカオから完全撤退させるとともに、同年3月、マカオを「特別領」として再編成し行政上及び経済上の自治を多くの点で認めた。
その後1979年に、ポルトガル政府は中華人民共和国政府との国交樹立（と中華民国との断交）を行った。第二次世界大戦後に国力が低下しており、しかも地元民による自治が進んだマカオを海外領土として統治することに興味を持たなくなったポルトガル政府は、中華人民共和国への即時移譲を望むも、中華人民共和国もまだまだ貧しいため返還は遅れ、「アジア最後のヨーロッパ植民地」と呼ばれていた。
その後、1984年に行われたイギリスと中華人民共和国の香港返還交渉に続いて、1987年4月13日にポルトガルと中華人民共和国がマカオ返還の共同声明に調印した。

### 返還後

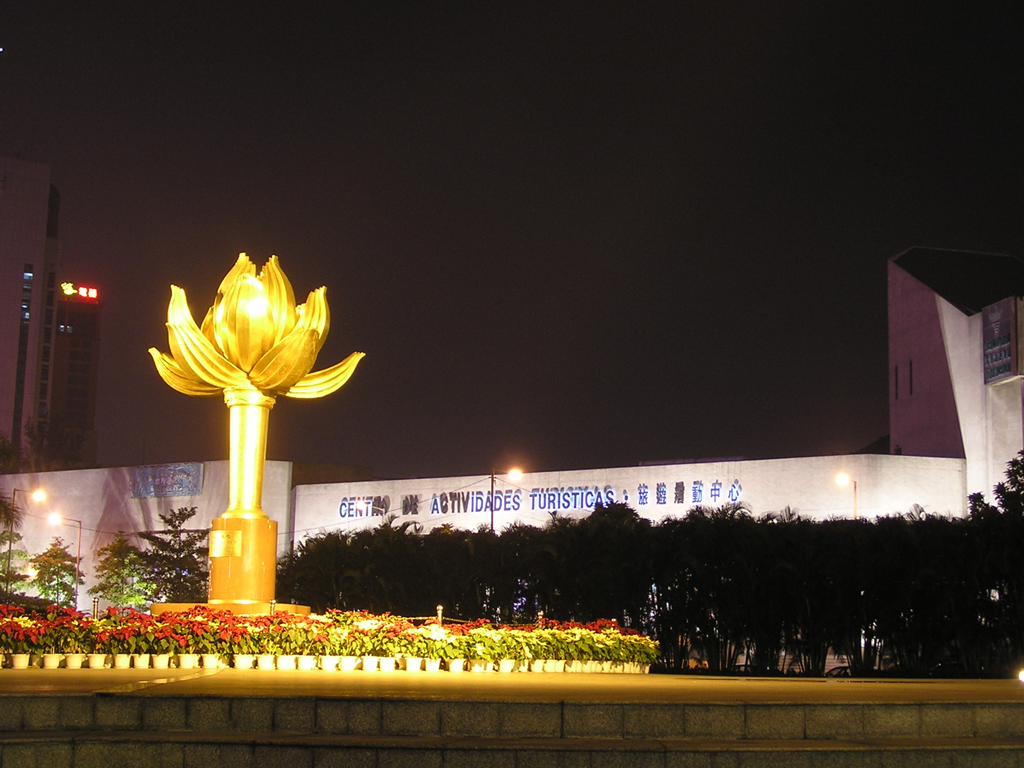
マカオ返還の象徴、金蓮花広場

マカオの行政管理権は1999年12月20日に中華人民共和国へ返還され、マカオを特別行政区にすることになった。初代行政長官には何賢の息子である何厚鏵が就任した。

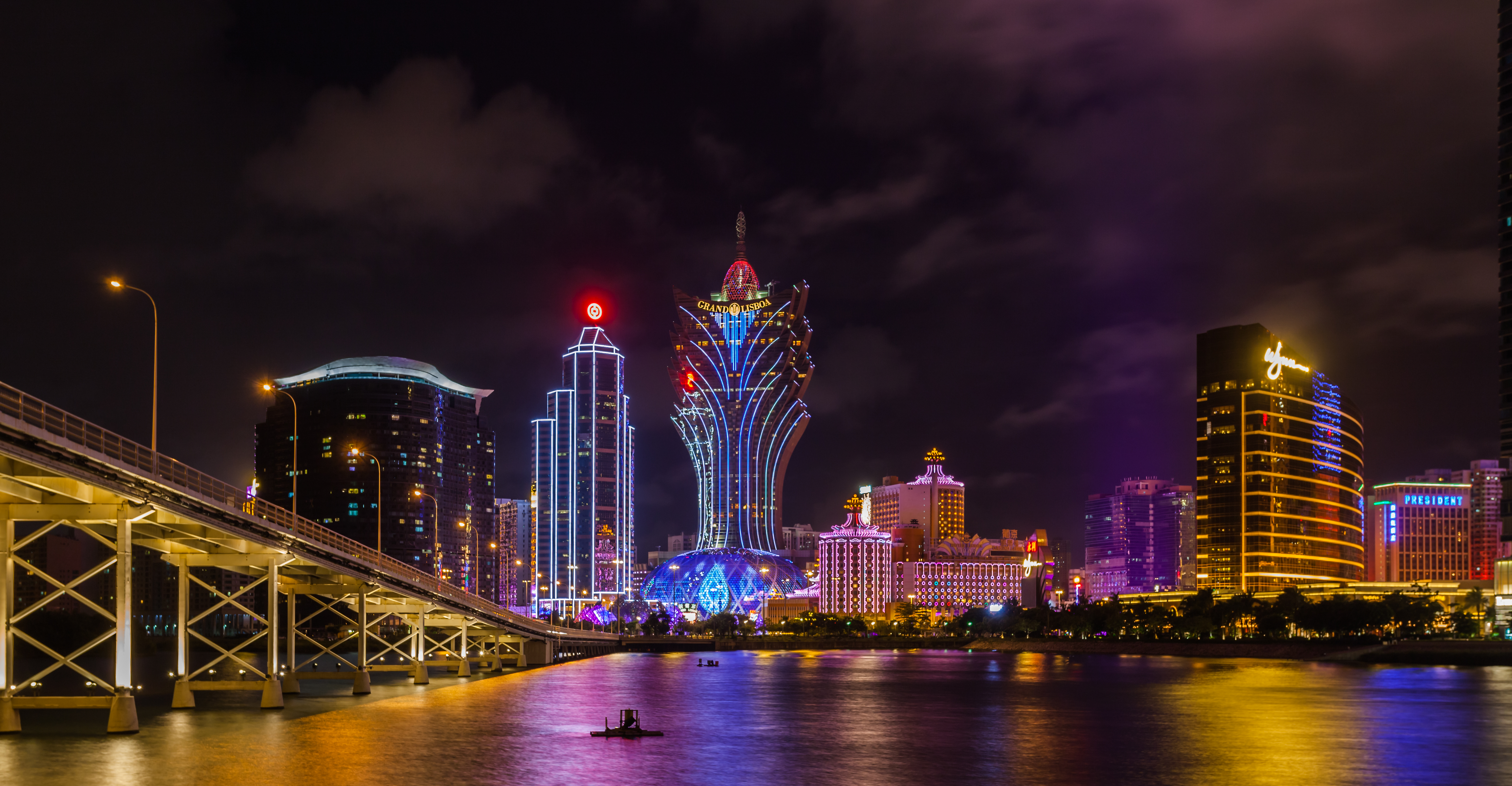
マカオのスカイライン

返還後のマカオの行政長官は、選挙委員会が選んだ者を中華人民共和国の中央政府が任命する形となっている。中華人民共和国の領土の一部であり、政治的にもその下に入ることとなったが、返還後50年間は現状の保全が取り決められている。このため、現在もポルトガル語が公用語として使用されるほか、ポルトガル統治時の法律の多くがそのまま適用される。またTAPポルトガル航空も、2006年まで、マカオ-リスボンを結ぶ便を国際線として運行し続けた。
ポルトガル語は中国語（広東語）と並ぶ公用語とされ、政府の公文書におけるポルトガル語表記や、道路表示や看板などの全ての表示にはポルトガル語と中国語の表記が義務付けられているほか、一部のカトリック系学校においてポルトガル語の授業が設けられているものの、少数のポルトガル系住人を除くほとんどのマカオ住民が日常的に使用する言語は広東語である。上述の通り、以前から中華人民共和国との結び付きが強かったため、香港に比べ若い世代を中心に普通話の理解度が高い（広州とほぼ同程度）。
2002年に、カジノ経営権の国際入札を実施し、その結果これまで何鴻燊（スタンレー・ホー）経営の「Sociedade de Turismo e Diversões de Macau,S.A.（STDM/澳門旅遊娯楽股份有限公司）」が独占してきたギャンブルを含むカジノ産業を開放して、アメリカのスティーブ・ウィン経営のウィン・リゾーツやシェルドン・アデルソン経営のラスベガス・サンズ、カーク・カーコリアン経営のMGMミラージュなど多くの外国からの投資を呼び込むことに成功し、2006年には、マカオのカジノ収入はラスベガスを抜いて世界最大のカジノ街となった。
2003年には中国本土・マカオ経済連携緊密化取決めの締結で中国本土との貿易も盛んになり、2004年から2014年まで2桁の経済成長を続けて、世界で最も1人当たりの国内総生産（GDP）が高い地域の一つとなり、先進国水準の公共サービスや社会福祉制度も充実するようになった。2008年からはインフレ対策や富の再分配を名目にマカオ市民への9000パタカ（約12万円）の定額給付金も2019年時点で毎年実施されてきた。

## 地理

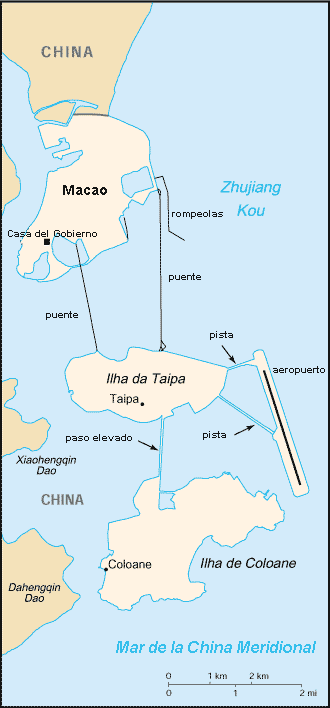
1990年代のマカオの地図

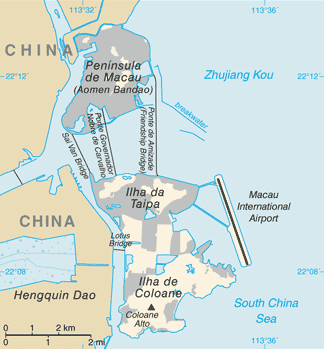
現在のマカオの地図

南シナ海に面するマカオは、中心地となる半島部と、タイパ島とコロアネ島の間を埋め立ててつなげた島からなる。半島部は、東には珠江（パールリバー）、西には西江があり、中華人民共和国の本土の珠海経済特区と隣接している。
1970年代以降に大規模な埋め立てが行われたため、マカオの地形は概ね平坦であるが、険しい丘が多数あり元の地形の名残をとどめている。マカオ半島はもともと島だったが、徐々に砂州が伸びてゆき、狭い地峡になり、その後の埋め立てにより狭い水路を残して大陸と一体化した（陸繋島）。
現在も埋め立ては進行中であり、2024年時点において都市化には至っていないが、半島部東岸（新城A区;1.38㎢）、さらに東岸にあって港珠澳大橋のマカオ・珠海側ターミナルのある人工島（港珠澳大橋人工島;総面積約2㎢、うちマカオ領0.71㎢）及びタイパ島北岸西部（新城C区;0.32㎢）が2018年から2023年にかけて出現し、2017年時点の総面積が30.8㎢であったものが2023年には33.3㎢となっている。
マカオは高度に構造物が密集した都市であり、耕地、放牧地はなく、実質的に農業はほとんど行われていない。このために、マカオの人々は伝統的に海に目を向けて生計を立ててきた。

### 行政地域

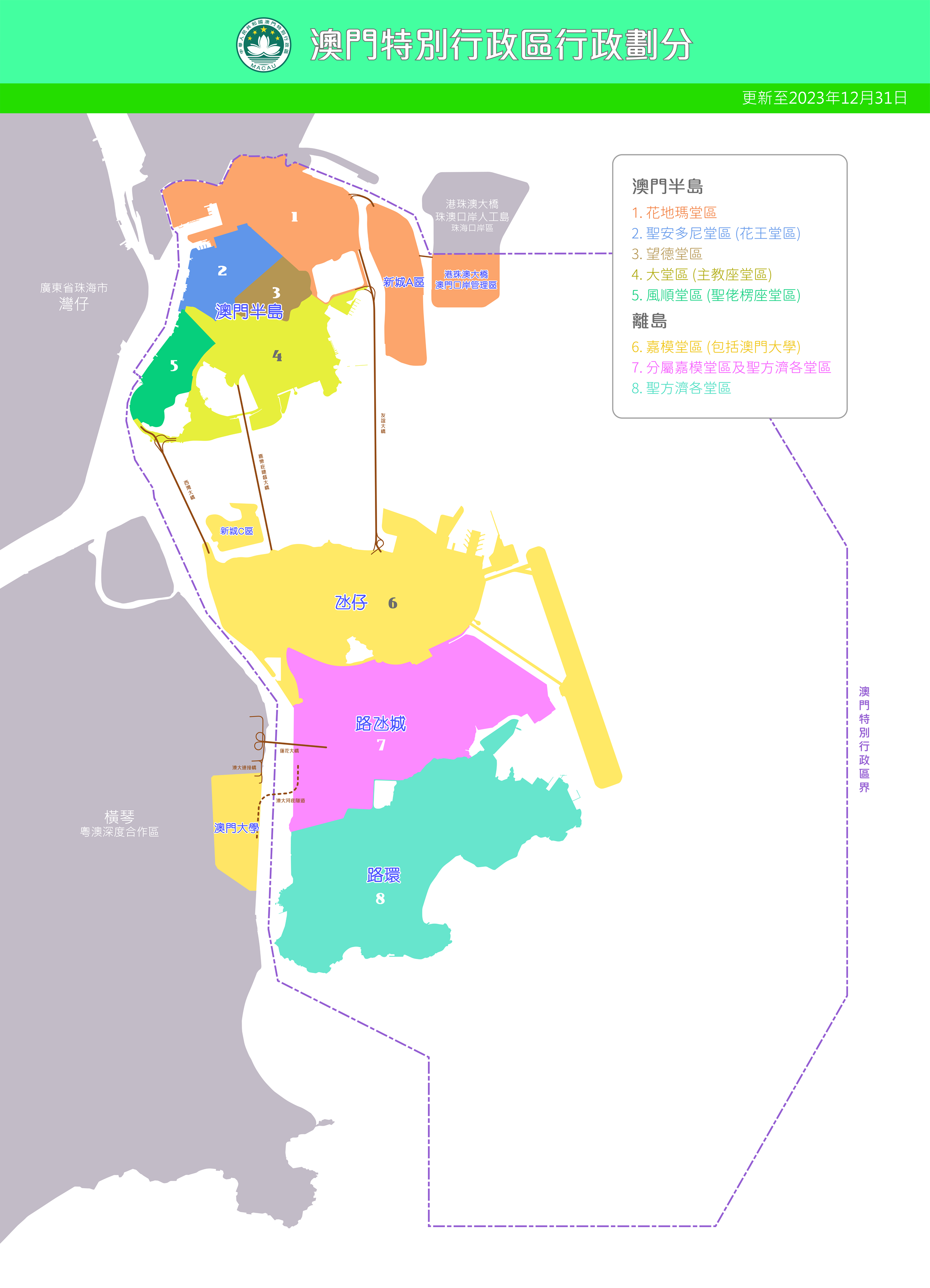
マカオの行政区分地図

かつては、半島部を澳門市、その他島嶼部を海島市とした基礎自治体により構成されていたが、2002年に両市は廃止され、全域を民政総署が管轄することとなった。
法人的地位を持たない行政区画としては、そこにある代表的な教会堂を冠した七つの堂区 (Freguesia)、タイパ島およびコロアネ島をつなぐ埋立地であるコタイ地区、中国本土にある澳門大学並びに帰属未定の埋立地（マカオ新城区）により構成される。
各堂区等は以下のとおり（右の地図の番号に一致）、なお澳門大学はコタイ、コロアネ島の対岸である横琴島に位置し（2014年の澳門大学移設により中国内地からマカオ特別行政区に編入）、マカオ新城区は、マカオ半島東岸およびタイパ島北岸の埋立地である。
1. 花地瑪堂区（ファティマ堂区）
2. 聖安多尼堂区（聖アンドレ堂区）
3. 望徳堂区（聖ラザロ堂区）
4. 大堂区（主教座堂区）
5. 風順堂区（聖ロレンツォ堂区）
6. 嘉模堂区（ノッサセニョーラドカルモ堂区）− タイパ島（氹仔島）
7. 路氹城 − コタイ地区
8. 聖方済各堂区（聖フランシスコ・ザビエル堂区）− コロアネ島（路環島）

### 気候
マカオは、温帯夏雨気候（ケッペンの気候区分: Cwa）に属し、年間の平均湿度が75% 〜 90%とかなり高い。他の華南地域同様、モンスーンの影響を強く受け、夏と冬の気温差・湿度差が、大陸内部ほどではないにせよ、顕著である。年間平均気温は22.7℃であり、7月が平均気温28.9℃と最も暑く、1月が平均気温14.5℃で、もっとも寒冷な月となる。
マカオは中国の南岸地域に位置し、年間降雨量2120mmと多雨地帯に属する。しかし冬季はシベリア高気圧の影響を受け、比較的乾燥する。10月から11月にかけての秋季は、晴天に恵まれ、温暖で湿度も低いなど過ごしやすい季節となる。12月から3月初旬の冬季は、平均的最低気温は13℃と穏やかであるが、時折8℃を割るほど低下することもある。3月から湿度が上昇し始め、夏季は気温がかなり高くなり（しばしば、日中30℃を超える）、亜熱帯性の豪雨や時には台風に見舞われる。
| マカオの気候             | マカオの気候 | マカオの気候 | マカオの気候 | マカオの気候  | マカオの気候   | マカオの気候   | マカオの気候   | マカオの気候   | マカオの気候  | マカオの気候  | マカオの気候 | マカオの気候 | マカオの気候     |
| 月                       | 1月          | 2月          | 3月          | 4月           | 5月            | 6月            | 7月            | 8月            | 9月           | 10月          | 11月         | 12月         | 年               |
| ------------------------ | ------------ | ------------ | ------------ | ------------- | -------------- | -------------- | -------------- | -------------- | ------------- | ------------- | ------------ | ------------ | ---------------- |
| 平均最高気温 °C （°F）   | 17.7 (63.9)  | 17.7 (63.9)  | 20.7 (69.3)  | 24.5 (76.1)   | 28.1 (82.6)    | 30.3 (86.5)    | 31.5 (88.7)    | 31.2 (88.2)    | 30.0 (86)     | 27.4 (81.3)   | 23.4 (74.1)  | 19.6 (67.3)  | 25.2 (77.4)      |
| 平均最低気温 °C （°F）   | 12.2 (54)    | 13.1 (55.6)  | 16.2 (61.2)  | 20.2 (68.4)   | 23.6 (74.5)    | 25.7 (78.3)    | 26.3 (79.3)    | 26.0 (78.8)    | 24.9 (76.8)   | 22.3 (72.1)   | 17.8 (64)    | 13.8 (56.8)  | 20.2 (68.4)      |
| 雨量 mm （inch）         | 32.4 (1.276) | 58.8 (2.315) | 82.5 (3.248) | 217.4 (8.559) | 361.9 (14.248) | 339.7 (13.374) | 289.8 (11.409) | 351.6 (13.843) | 194.1 (7.642) | 116.9 (4.602) | 42.6 (1.677) | 35.2 (1.386) | 2,122.9 (83.579) |
| 平均降雨日数 （≥0.1 mm） | 6            | 10           | 12           | 12            | 15             | 17             | 16             | 16             | 13            | 7             | 5            | 4            | 133              |
| % 湿度                   | 74.3         | 80.6         | 84.9         | 86.2          | 85.6           | 84.4           | 82.2           | 82.5           | 79.0          | 73.4          | 69.3         | 68.8         | 79.27            |
| 平均月間日照時間         | 132.4        | 81.8         | 75.9         | 87.8          | 138.4          | 168.2          | 226.2          | 194.7          | 182.2         | 195.0         | 177.6        | 167.6        | 1,827.8          |
| 出典：SMG                |              |              |              |               |                |                |                |                |               |               |              |              |                  |

## 政治

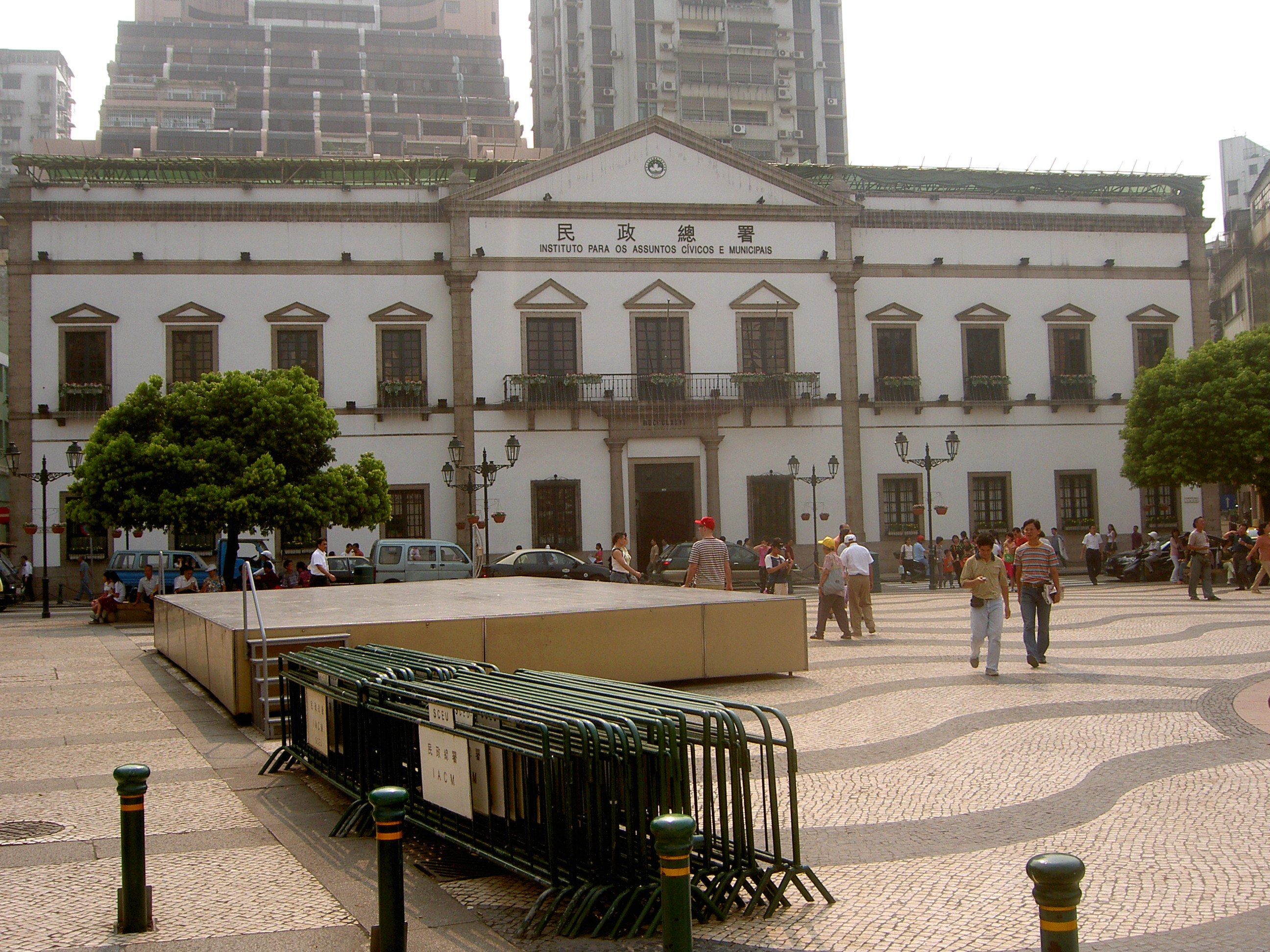
セナド広場にある民政総署

1999年返還以来、マカオは中国所属だが、一国二制度の下、中国政府とは異なる別の政治システムを持っている。
マカオの行政長官は、各業界団体から選出された委員からなる選挙委員会が選んだ者を、中華人民共和国の中央政府が任命する。行政長官は7〜11人からなる行政会と呼ばれる内閣を組織する。マカオの中国系住民の名望家であり、銀行家でもあった何厚鏵（エドモンド・ホー）が1999年12月20日にマカオ特別行政区初代行政長官に中華人民共和国から任命され、ポルトガル統治下で任命されたロシャ・ヴィエラ (Rocha Viera) 総督に取って代わった。
立法機関はマカオ特別行政区立法会であり、マカオ住民の直接選挙で選ばれた14人の議員と各種職能団体（職能代表制）を通じて間接的に選出される12人の議員および行政長官が指名する7人の任命議員で成り立っている。立法会はあらゆる分野での法規定立の責任を負っている。現在のマカオには政党を名乗る政治集団が存在せず、住民は政治目的ごとに社団を組織して議員選挙に参加している（社団の一覧についてはマカオの政党を参照のこと）。

## 司法
マカオでは長年、大陸法系ポルトガル法に基いた司法制度が運用されてきたが、中国返還後も継続している。返還に際して制定されたマカオ基本法は、中国中央政府が澳門特別行政府に対して自治権および一部の対外事務につき、これらを授権する旨規定された。これによりマカオは将来も「中國澳門」名義により外交的行為を行い、広汎な裁量権に基づいた地方自治は継続する。独自の法執行機関も保有している（マカオの警察）。
三審制であり、第一審は初級法院と行政法院がマカオ域内のほぼ全域を管轄している。中級法院（控訴裁判所）は五名の裁判官、終審法院（CFA）は三名の裁判官により構成される。陪審制が規定されているが、実例はない。裁判官は選出委員会が選出し、行政長官が指名する。なお、マカオには死刑制度は存在しない。
1991年以前、マカオはポルトガルの司法管轄区分によるものとして、リスボン地方裁判所管区の支部として運用されていた。
2009年には香港で撤回に追い込まれた国家安全条例案と同様に国家分裂行為などの反政府活動を禁じる国家安全維持法が制定されている。

## 軍事
返還以来、マカオには中国人民解放軍が駐屯している（人民解放軍駐マカオ部隊）。出動したのは2017年8月、台風被害の対応が初めてである。

## 経済
世界銀行の統計によると、2021年のマカオのGDPは2,418億マカオ・パタカ（約299億ドル）である。一人あたりのGDPは世界屈指であり（2013年はカタールを超えて世界一でもあった）、返還後の経済の急成長で税収も非常に潤沢となったため、マカオ市民には教育費と医療費を無料化する高福祉政策が行われ、毎年現金分享計画と呼ばれる現金給付もされるようになった。世界最大級の都市圏を目指す粤港澳大湾区構想の一部にもなっている。

### 通貨
域内の法定通貨は大西洋銀行および中国銀行マカオ分行（1995年10月16日より）が発券するマカオ・パタカである。しかし流通通貨の相当部分は香港ドルである。パタカの発券に際しては1香港ドル=1.03パタカ（1983年より）と香港ドルにペッグ（固定）されており、香港ドルは米ドルにペッグされているので、米ドルにペッグされているのと実質同等となっている。1香港ドル=1.03パタカと、パタカがわずかに価値が低いが、ほとんどの店では等価に扱われたり、流通レート以上に値上げされることがある。
なお香港ドルで支払っても、釣り銭はパタカで返ってくることがある。香港ドル硬貨はマカオ内の自動販売機などでも使用が可能ではあるが、タクシーなどでは1香港ドル未満の硬貨は受け取りを拒否されることがある。逆にパタカを香港での支払いに使うことはできない。

### 産業
マカオの経済はギャンブルを含む観光産業と織物や衣類、花火の生産に大きく依存しているが、多角化に努めた結果、小規模ながら玩具や造花、電子機器の製造も始まった。
織物や衣類は輸出金額のおよそ4分の3を占めているが、GDPに占める製造業の割合は5%程度であり、GDPの40〜60%程度（さらにホテル、飲食業が5%程度）、政府歳入の80%程度はギャンブルに依拠している。

### 観光とギャンブル

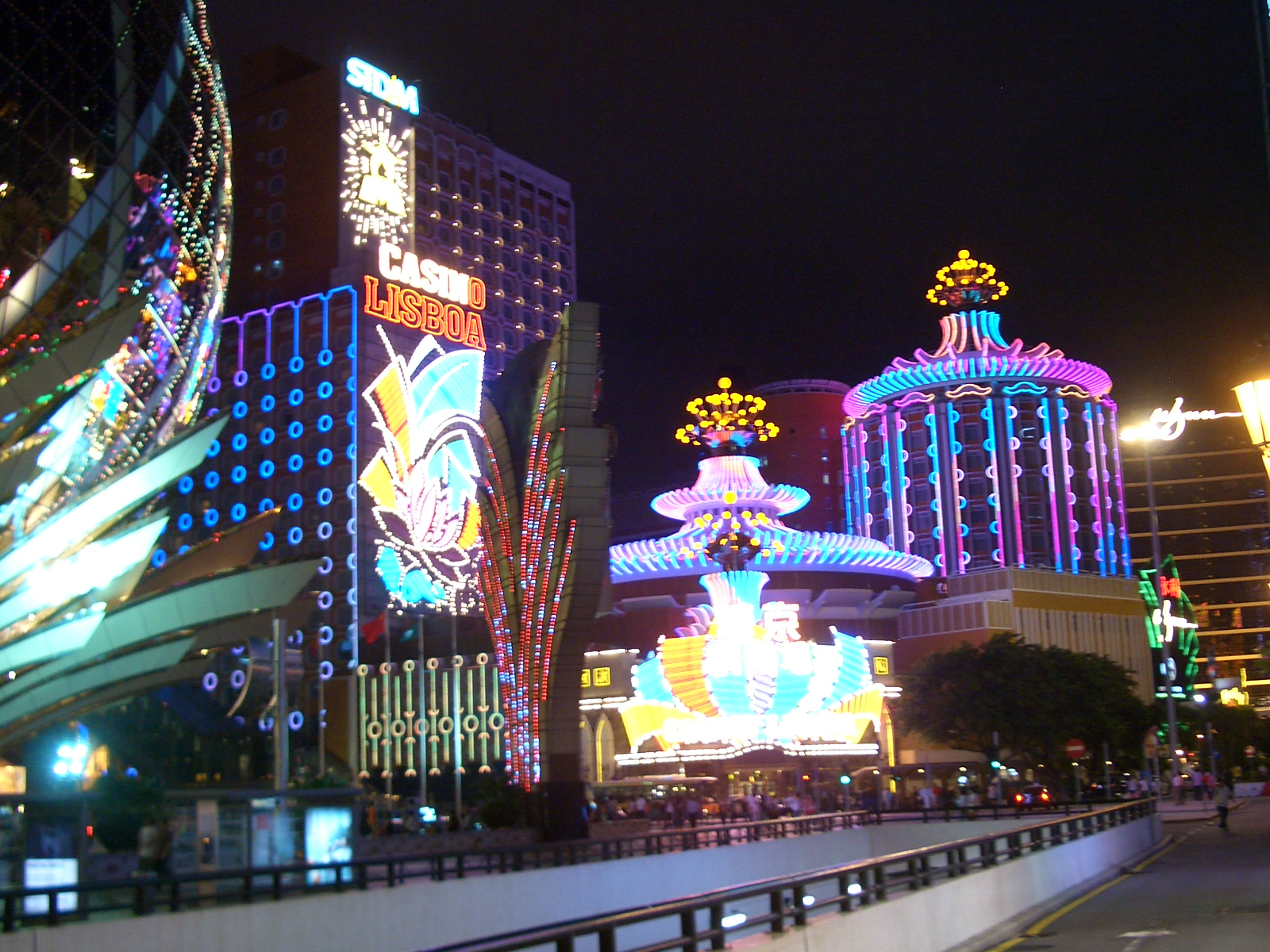
カジノ「グランド・リスボア」、「リズボア」、「ウィン・マカオ」

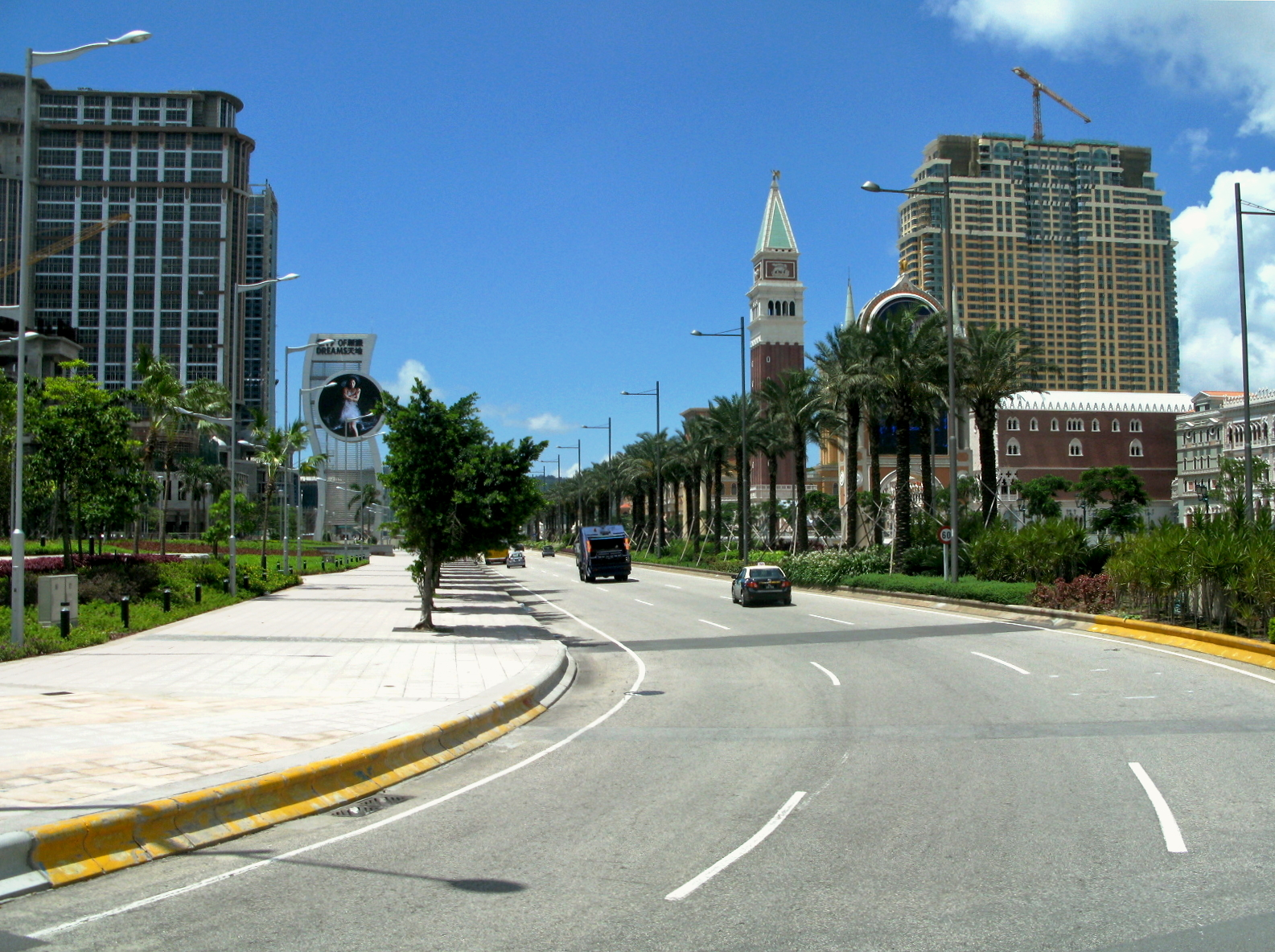
コタイ・ストリップに建築中のカジノホテル群

2018年には3580万人を越える観光客がマカオを訪れた。最多は、約2500万人の中華人民共和国本土からの訪問客であり、香港からの観光客約630万人がこれに次ぎ、以下、台湾・韓国・日本をはじめとしたアジア各国・地域からの観光客がそれに続く。世界最大のカジノ設備が集客に貢献している他に、世界遺産に登録されたマカオ歴史地区や、東西を融合した独特の食文化、カジノに隣接するブランド品の直営店など、ギャンブル以外の観光資源にも恵まれている。
返還直前の1998年ごろには経済の暗黒面である黒社会（マフィア、ギャング）の抗争が懸念されていたが、返還後は治安はよくなった。
2002年には、カジノ経営権の国際入札を実施し、その結果これまで何鴻燊経営の「マカオ旅行娯楽会社（Sociedade de Turismo e Diversões de Macau,S.A. STDM / 澳門旅遊娯楽股份有限公司）」が独占してきたギャンブルを含むカジノ産業を、香港系の「ギャラクシー・マカオ（銀河娯楽場）」社とアメリカの「ウィン・リゾーツ（永利渡暇村）」社にも開放した。
このことが功を奏し外国からの投資が急増した。2009年5月現在、「ホテル・リスボア（Lisboa、葡京娯楽場）」、「グランド・リスボア（Grand Lisboa、新葡京）」、「サンズ・マカオ（Sands、金沙娯楽場）」、「ウィン・マカオ（Wynn、永利澳門）」や、新たに埋め立て開発されたコタイ・ストリップの「ザ・ベネチアン・マカオ（Venetian Macao-Resort-Hotel、澳門威尼斯人度假村酒店）」など20を超える大規模なカジノが運営されている。
これに伴い、観光客も2000年の800万人から2018年の3580万人と4倍以上の増加を示したように、観光産業の隆盛で経済は活況を呈しており、中華人民共和国本土の一部直轄市や省がマカオ入境を解禁した。2006年のカジノ売り上げが69億5000万アメリカドル（約8400億円）に達し、これまで世界最大であったアメリカのラスベガスの推計65億ドルを超え、世界最大のカジノ都市となり、その後も成長を続け、2013年の売上は3607.49億マカオパタカ（約4兆7253億円）に達した。カジノ市場の対外開放からわずか4年でカジノ都市として世界首位に躍り出た背景には、膨張する中華人民共和国の経済からあふれ出る「チャイナ・マネー」と、新たな市場であるマカオの国際カジノ産業に流れ込む外資があると分析されている。
観光産業への依存度が高いため、世界情勢に影響されやすい面もある。2014年までは急成長を見せていたが、2015年に中国政府が反汚職運動を進めると、汚職官僚の資金洗浄に利用されていたマカオも監視が強化されたことで、本土の顧客が減少。カジノ収入は前年比34.3％減となり、GDP成長率は約-20%と落ち込んだ。その後は回復を見せたが、2020年にCOVID-19が世界的に流行すると、出入国規制により大打撃を受け、当年のGDPは53.6％も激減した。
なおマカオで合法とされているギャンブルは数多いが、人気があるのは駆け引きの要素の無い大小やバカラである。ほぼ全てのカジノにスロットマシーンが備えられている。
また、カジノに偏らない統合型リゾート（IR）も整備してAIやICTを活用したスマートシティ化も進められている。
なお、カジノ以外に地元の庶民向けのギャンブルとしてハイアライ、ドッグレース、競馬が行われていたが、人気を失い1991年にハイアライ、2018年にドッグレースが廃止され、最後まで続いた競馬も2024年に終了した。

#### 観光名所

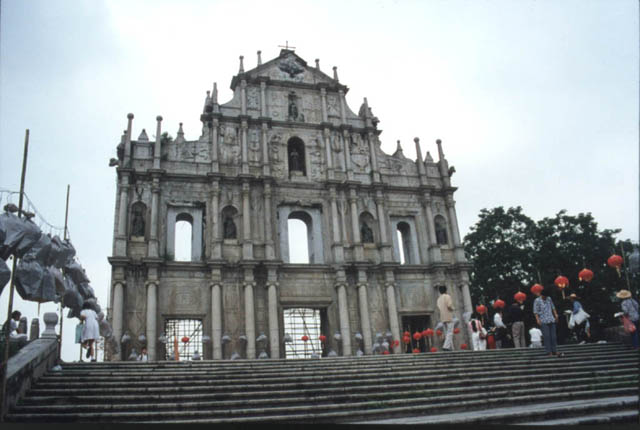
聖ポール天主堂跡

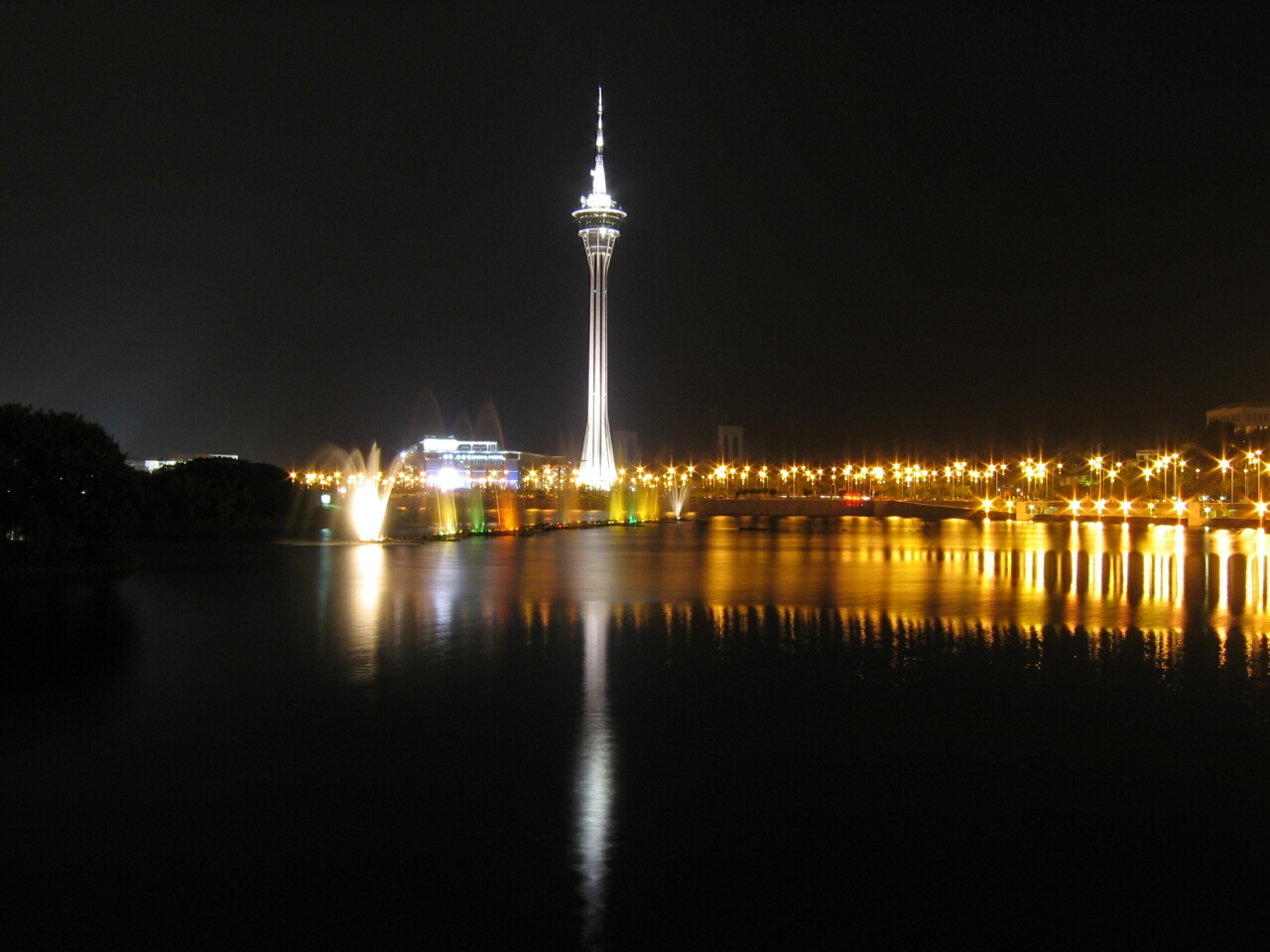
マカオタワー

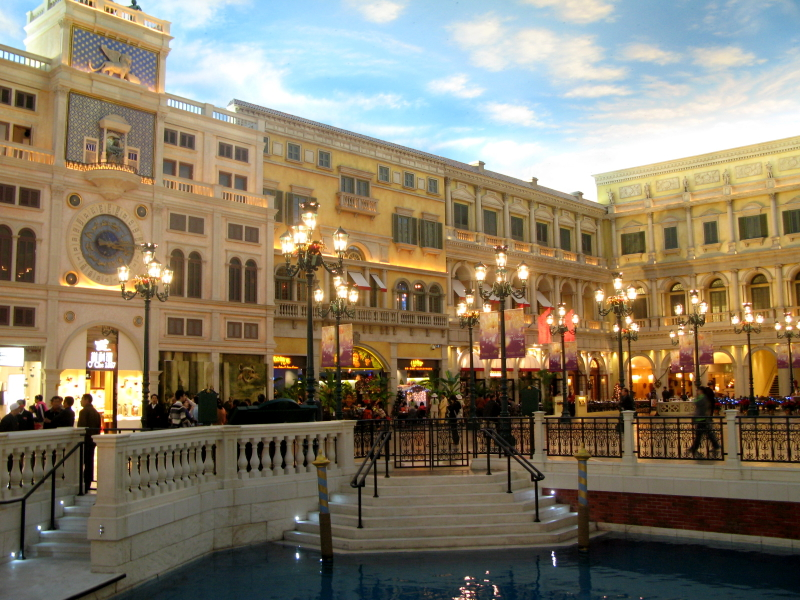
ザ・ベネチアン・マカオ

世界文化遺産マカオ歴史地区も参照のこと。
- 聖ポール天主堂跡
- マカオ博物館（en:Museum of Macau）
- ペンニャ教会
- 媽閣廟
- 仁慈堂
- セナド広場
- モンテの砦（en:Fortaleza do Monte）
- マカオ・フィッシャーマンズ・ワーフ
- タイパ大橋
- マカオタワー
- カジノ
- ドッグレース場（2018年閉鎖）
- マカオグランプリ
- グランプリ博物館
- 石排湾郊野公園パンダ館

#### 宿泊施設およびカジノ
- リスボアホテル
- グランド・リスボア
- マカオ・パレス
- サンズ・マカオ
- ウィン・マカオ
- ザ・ベネチアン・マカオ
- フォーシーズンズホテル
- MGMグランド
- スター・ワールド
- ハードロック・ホテル
- マンダリン・オリエンタルホテル
- ポウサダ・デ・サンチャゴ（カジノなし）
- フォーチュナホテル

## 交通

### 域外

#### 陸運
隣接する珠海市とは北部のボーダーゲート（関閘、中華人民共和国側：拱北口岸）およびコタイの蓮花大橋（中華人民共和国側：横琴口岸）において、中華人民共和国に陸路を経由しバスや一般車両を含め出入域可能である。
2018年10月24日、香港及び珠海市を海上で繋ぐ世界最大級の橋梁港珠澳大橋が完成し、香港国際空港及び香港市内までバスで移動することができるようになった。

#### 海運

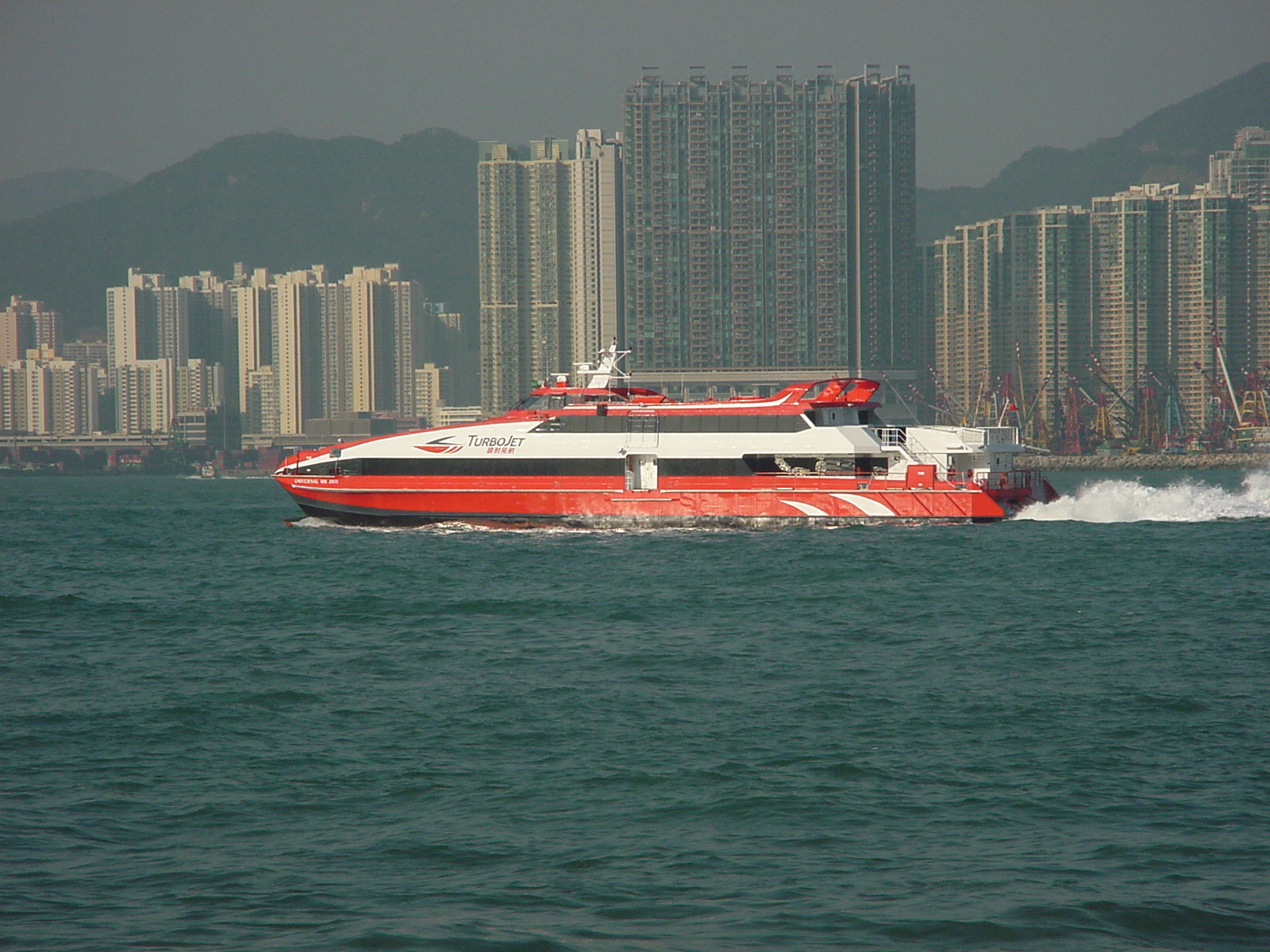
TurboJET社の高速双胴船

マカオ半島にあるアウター・ハーバー・フェリーターミナルと、タイパ島にあるタイパ・フェリーターミナルから、香港・上環の香港・マカオ・フェリー・ターミナルまでTurboJET社やCotaiJet社運航によるジェットフォイル（ボーイング929など）と高速双胴船が、所要時間はおよそ55分で運航されている。かつては、24時間、15〜30分間隔で運航されており、アウター・ハーバー・フェリーターミナルとの往復の方が4〜5倍程度に多かったが、2018年港珠澳大橋の完成とコロナ禍を受け大幅に減便し、また、観光の動線もタイパ島方面へシフトしてきている事情もあって、2024年10月現在は午前7時から深夜12時までの運行で、アウター・ハーバー・フェリーターミナル間が28便、タイパ・フェリーターミナル間が24便の運航になっている。
香港とは九龍尖沙咀のチャイナ・フェリーターミナルとの間にも30分から1時間の間隔でFirst Ferry Macauブランドによる高速双胴船が就航しており、こちらも約60分で結んでいる。同じく香港の新界にある屯門にある Tun Mun Ferry Terminalとの間にも、Hong Kong North West Express社による高速双胴船が一日に4往復就航しており、香港郊外北部とのダイレクトアクセスとなっている。
マカオ・中国本土間（深圳福永フェリーミナル・深圳蛇口クルーズセンターなど）にも高速双胴船の定期船が頻繁に運航されており、特に2006年の区域自由化以降は中国本土籍利用客が急増した。
香港国際空港スカイピアとマカオ間を発着する高速双胴船は、香港国際空港に発着する航空機との乗り継ぎ専用で、空港内で直接到着便から・出発便へ乗り換えて利用することができる。アウター・ハーバー・フェリーターミナルでは、香港空港を発着する一部航空会社の搭乗手続を行うこともできる。できない航空会社の場合は、香港国際空港スカイピアに搭乗手続カウンターが設けられている。香港国際空港までの所要時間は1時間弱。ただし、2018年港珠澳大橋完成後、料金・所要時間とも競争力を大きく失ったため週1便の運航を残すのみとなっている
マカオ半島西岸のマカオ内港から、珠海湾仔街道を3分で結ぶフェリーも就航されている。

#### 航空

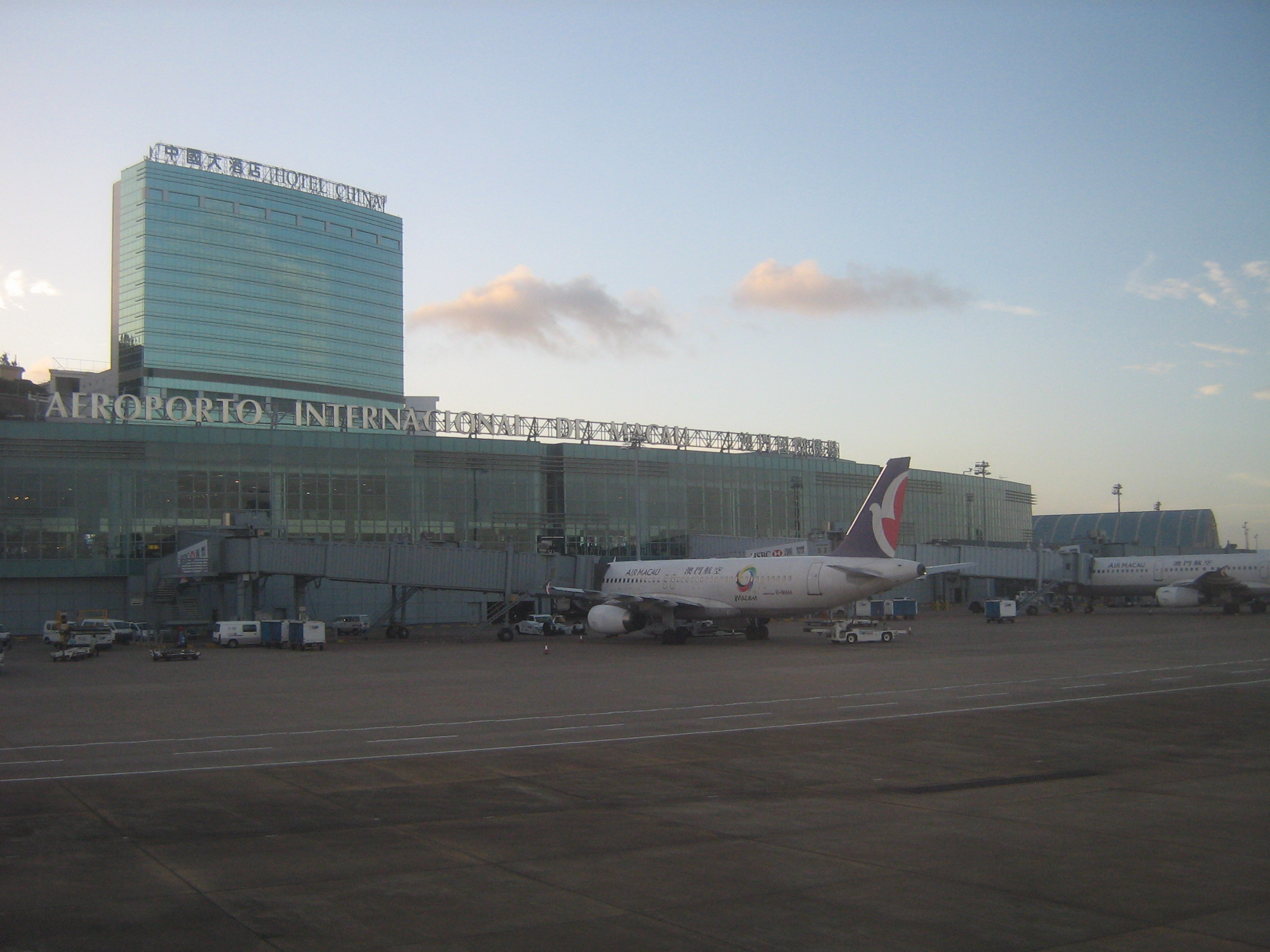
マカオ国際空港

24時間運用のマカオ国際空港がある。マカオ航空などが中華人民共和国内の主要都市のほか、台北や東京、大阪、シンガポール、バンコク、クアラルンプールなどのアジア諸国の主要都市との間に定期便を運航している。
近年は日本からの観光客の増加に対応し、2007年7月26日から関西国際空港とマカオ国際空港間にマカオ航空による定期便が就航を開始。2008年7月16日より毎日就航している。2010年3月、成田国際空港にも定期便を就航させた。
なお、同空港の開港当時に宗主国のポルトガルの首都のリスボンとの間にTAPポルトガル航空が直行便を運航していたが、中華人民共和国への主権譲渡を待たず廃止された。しかしマカオとポルトガル間の旅行客が増加したことや、TAPポルトガル航空の経営状況が回復したことを受けて復活が検討されている。
アウター・ハーバー・フェリーターミナル屋上のヘリポートから発着する、「Sky Shuttle」という名称のヘリコプターによる定期便が運航されており、香港・マカオ・フェリー・ターミナル屋上にあるヘリポートや深圳宝安国際空港との間を結んでいる。香港との間はおよそ30分間隔で運航されており、おおよその飛行時間は約15分。

### 域内

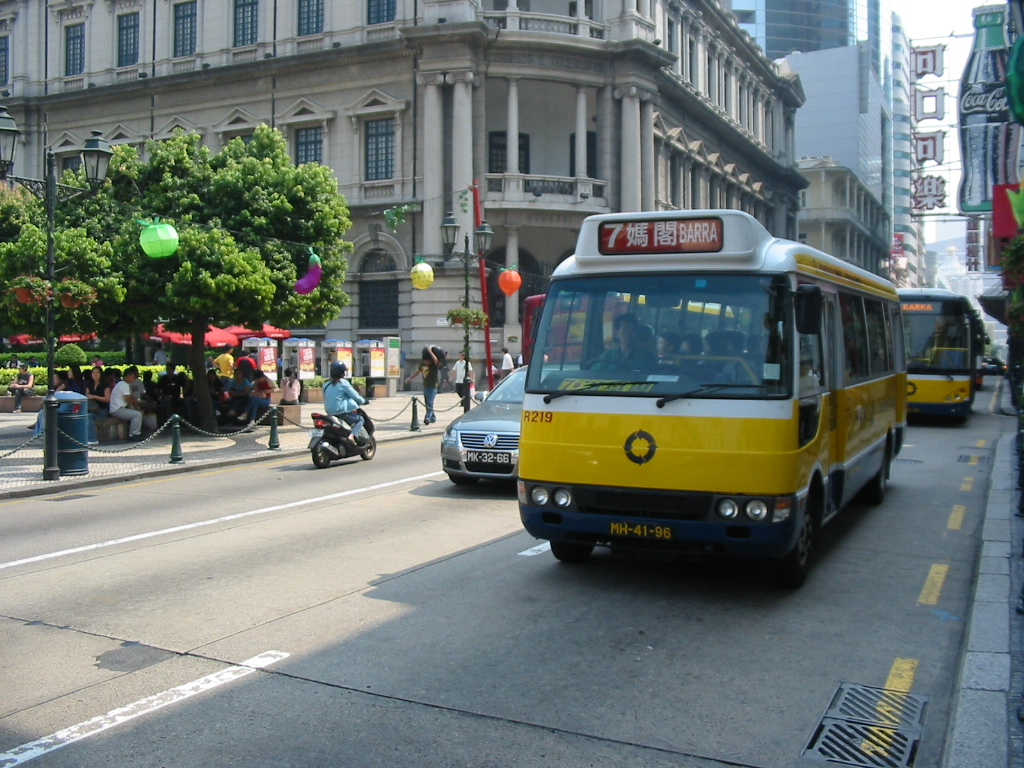
TRANSMACのミニバス

Transportes Urbanos de Macau SARL（Transmac、澳門新福利公共汽車有限公司）とTransportas Companhia de Macau（TCM、澳門公共汽車有限公司）の2社の路線バスやミニバスの路線が域内を網羅している。これらの路線バスのルートマップなどは全てポルトガル語と広東語の両方で表記されて、バスの車内放送では広東語→ポルトガル語→普通話→英語 の順で案内される。
他にも、サンズ・マカオやウィン・マカオ、ザ・ベネチアン・マカオなどの主なカジノやホテルが、5分から10分に1本程度の頻度でフェリーターミナルと各カジノとの間の無料バスを運行している。
タクシーが安価な交通手段として市民だけでなく観光客の足として利用されている。市民の足としてスクーターが重宝されている。
マカオの自動車道路は香港と同様に左側通行となっている。これはかつてポルトガルが左側通行だったことの名残とされている（ポルトガル本国は1928年に右側通行へ変更）。
2019年、交通渋滞を緩和するためマカオLRTがタイパ島において開業し、将来的にはマカオ半島部への延伸が計画されている。

## 人口

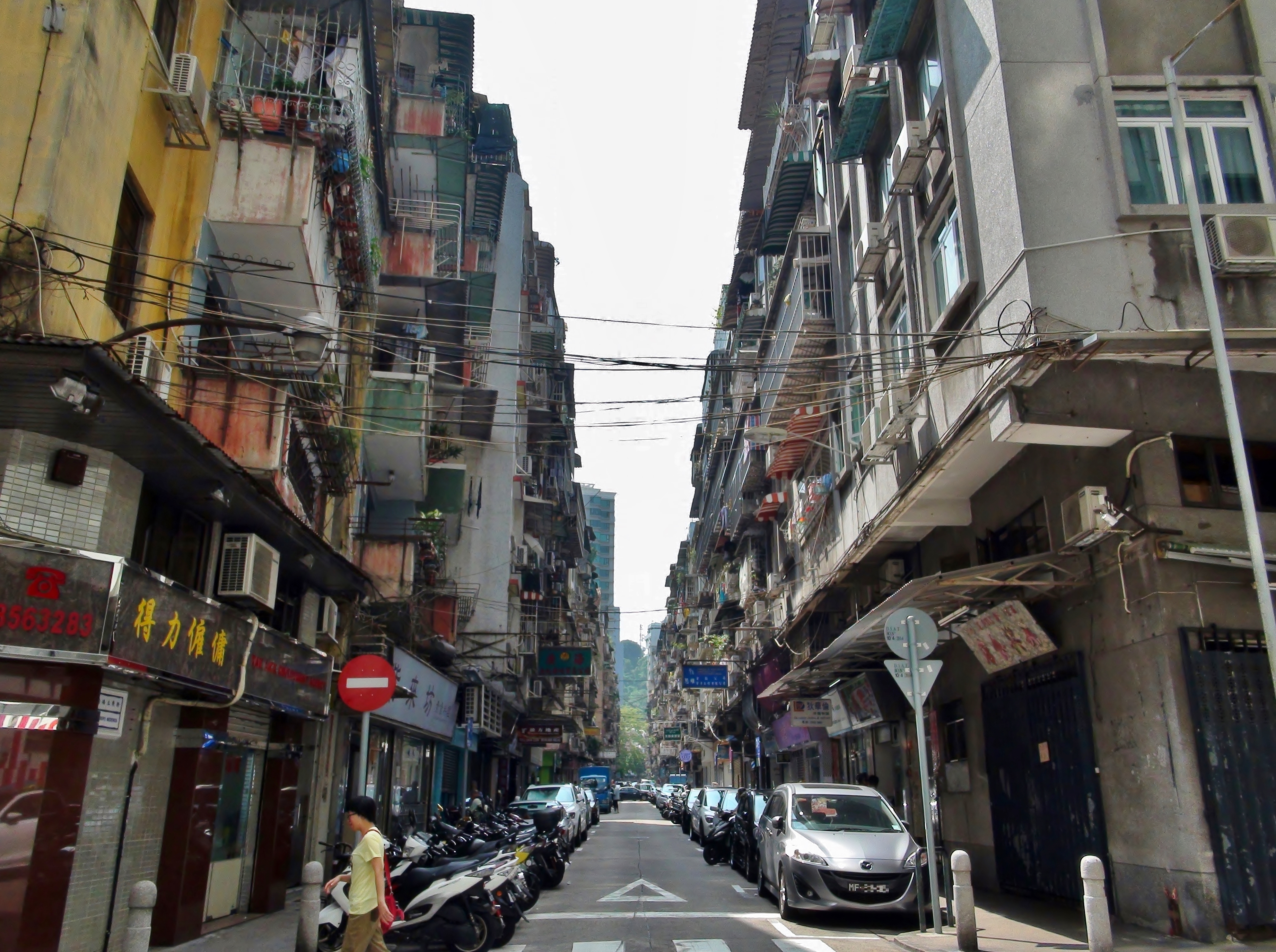
人口密度の高いマカオ半島中央部の美的路主教街。2015年8月撮影。

人口はおよそ67万人（2022年6月）。マカオを一つの「地域」とみれば、マカオは世界でもっとも人口密度が高い国・地域である。1平方キロメートル当たり実に20,012人が住んでいる。

### 民族
マカオの人口は92.4%が華人であり、最も多いのが広東人で、客家人もおり、いずれも近隣の広東省から来ている。ポルトガル人は0.6%で、マカイエンサと呼ばれる華人とポルトガル人の混血のグループもいる。

### 言語

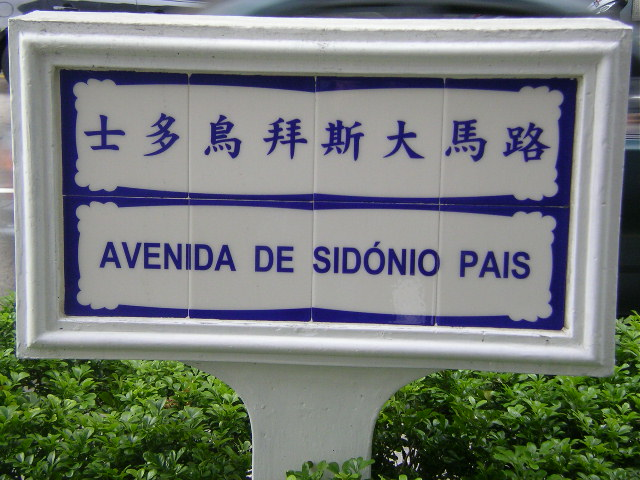
ポルトガル語と中国語併記の道路表示

書き言葉としての公用語は、ポルトガル植民地時代からポルトガル語と中国語（簡体字は用いられず、いわゆる繁体字で表記される）の2言語と定められ、官報を始めとする各種公布や注意表示、道路標示などの公的表示にはほぼ全て2言語併記が義務付けられている。テレビ局もポルトガル語専門局が設けられている。市中の看板における表記なども、その多くで2言語併記がなされているが、観光客対策に英語も含めた3言語表記になっている広告も目立つ。
口語では、広東語が広く使われ、ポルトガル語はポルトガル人とマカイエンサなどを除けばほとんど使用されていない。マカイエンサの内、ごく少数はマカオ語とも呼ばれるクレオール言語を話す。2011年の言語調査では、広東語83.3%、普通話5%、客家語3.7%、その他の中国語2%、英語2.3%、タガログ語1.7%、ポルトガル語0.7%、その他1.3%となっている。

### 宗教
2010年のピュー研究所による調査では、中国の民俗宗教58.9%、仏教17.3%、キリスト教7.2%、イスラム教0.2%、その他の宗教1.0%、所属宗教無し15.4%の割合であるが、各種調査ではキリスト教が5〜7%程度で比較的安定している他は調査ごとに民俗宗教、道教、仏教、所属宗教無しの回答比率がまちまちである。80%近くが仏教を実践しているとする報告もある。キリスト教の中ではポルトガル時代以来のローマ・カトリックが多数である（聖母聖誕司教座堂など）ほか、少数のプロテスタント教会（マカオ・バプテスト教会など）もある。

## 文化

### 食文化

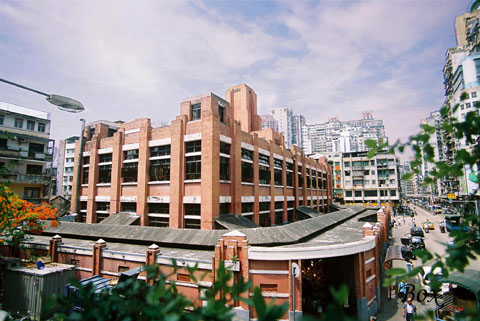
レッドマーケット

中国系住民は広東料理系（順徳料理に近い）の中華料理を、ポルトガル系住民はポルトガル料理を基本とした食生活をしているが、これらの料理だけでなく、かつてポルトガルの植民地があったインドやマレーシア、アフリカ、ブラジルの料理の要素や、交易のあった日本料理の影響をも取り入れて融合した、マカオ料理が生まれている。
マカオ料理は一見ポルトガル料理風であるが、中華料理のように皆で取り分けて食べることも当たり前で、中国大陸近辺でとれる食材もうまく生かしている。食事の際にはポルトワインもよく飲まれる。ただし、マカオ現地では「ポルトガル料理」（「葡国菜」）と区別されずに、呼称されることも多い。
香港同様に茶餐廳や麺類、粥、パン、菓子などの専門店も発達している。マカオ料理は香港をはじめとする中華圏で高い人気を誇っており、ポルトガルのパステル・デ・ナタを基にしたマカオ式のエッグタルトは、日本にもアンドリューのエッグタルトというチェーン店を出している例がある。

### 芸能
基本的に香港の芸能の影響が強く、香港や台湾などの中華圏の芸能人、そしてヨーロッパの芸能人に人気が集まっている。ポルトガル音楽のファドを歌うグループや粤劇の劇団がいくつかある。

## 教育

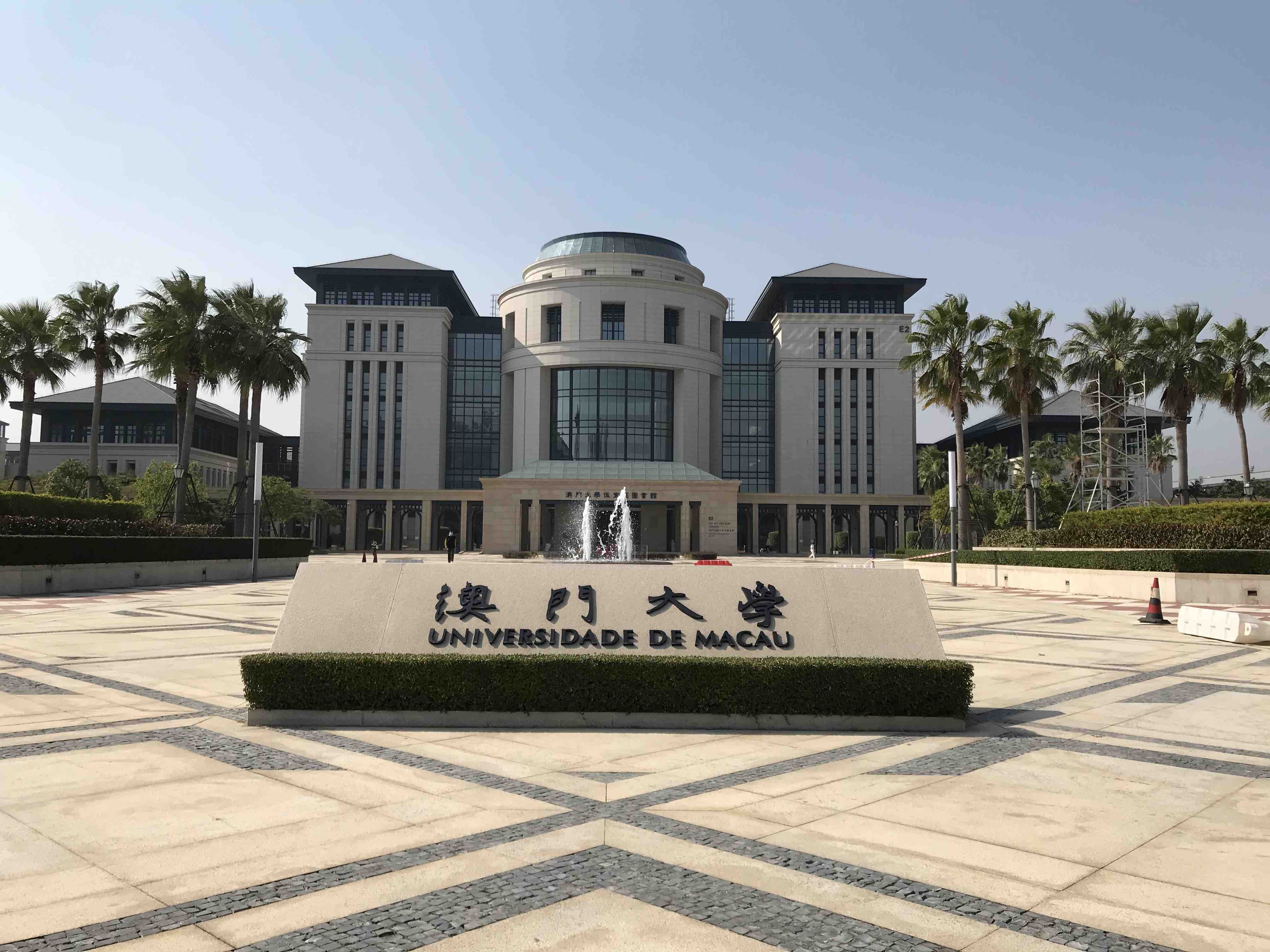
マカオ大学

住民には、3年間の幼児教育、6年間の初等教育、6年間の中等教育、合計15年間の無償教育の機会が提供されている。
識字率は、93.5%で、非識字者の大多数は65歳以上の高齢者であり、若年層（15-29歳）では、99%以上となっている。現在、授業にポルトガル語を用いている学校は1校のみである。
マカオは、統一的学制を有しておらず、中等教育までは英国式、中国式、ポルトガル式のものが並立している。10の高等教育機関があり、内、4機関は公立である。国際学習到達度調査によると、2003年実施のもので実施41カ国（地域含む）中、数学的リテラシー9位、科学的リテラシー7位、問題解決能力6位、2006年実施のもので実施56カ国（地域含む）中、数学的リテラシー8位、2015年実施のもので実施72カ国（地域含む）中、科学的リテラシー全体6位、読解力12位、数学的リテラシー3位、と上位を記録している。
マカオの進学率は、かつては、他の高収入諸地域に比べ高いとはいえず、2006年の統計によると、14歳以上の住民のうち、中等教育を受けたものは51.8%であり、高等教育は 12.6%となっていたが、近年急速な伸びを見せ、2016〜17年度（マカオの学年は9月開始）の中等教育学校卒業生の高等教育進学率は91.9%に達し、2016年における全人口に占める高等教育学歴取得率は28.9%で、近い将来には4割に達することが見込まれている。
マカオ特別行政区基本法第6章第121条において、以下の条項が定められている。
- マカオ政府は、教育組織、管理・運用、教育に用いる言語、資金配分、入試制度、到達度の認識及び学位制度を含んだ政策について、教育的発展を促進するよう、教育政策の方針を定めなければならない。
- 政府は法律に従って、順次、義務教育制度を整備しなければならない。
- 地域社会と個人は、法律に基づき、各種の教育的事業を営むことができる。

## スポーツ
マカオには中国の中国オリンピック委員会とは独立した国内オリンピック委員会として、中国マカオ体育及びオリンピック委員会が存在する。ただし、マカオオリンピック委員会はOCAからは承認済みであるが、IOCからの承認は得ていない。このためアジア競技大会や東アジア競技大会、東アジアユースゲームズには選手団を送り込めるが、オリンピックには出場できない。
マカオでは2005年東アジア競技大会が行われたほか、2007年にはアジア室内競技大会が開催された。広州で行われた2010年アジア競技大会では、武術太極拳競技で賈瑞がマカオ史上初となる金メダルを獲得した。さらに2018年にインドネシア・パレンバンで行われたアジア大会では、トライアスロン競技で許朗が銅メダルを獲得した。

### サッカー
マカオではサッカーが人気のスポーツとなっており、1973年にサッカーリーグのリーガ・デ・エリートが創設された。藍白がリーグ最多となる9度の優勝を果たしている。かつてマカオリーグには、日本人選手の伊藤壇と斉藤誠司が所属していた事もある。
1939年にマカオサッカー協会（AFM）が設立されており、1976年にアジアサッカー連盟（AFC）に加盟し、1978年には国際サッカー連盟（FIFA）にも加盟を果たした。サッカーマカオ代表は、FIFAワールドカップおよびAFCアジアカップへの出場歴はない。さらに東アジアサッカー選手権にも未出場となっている。

### モータースポーツ

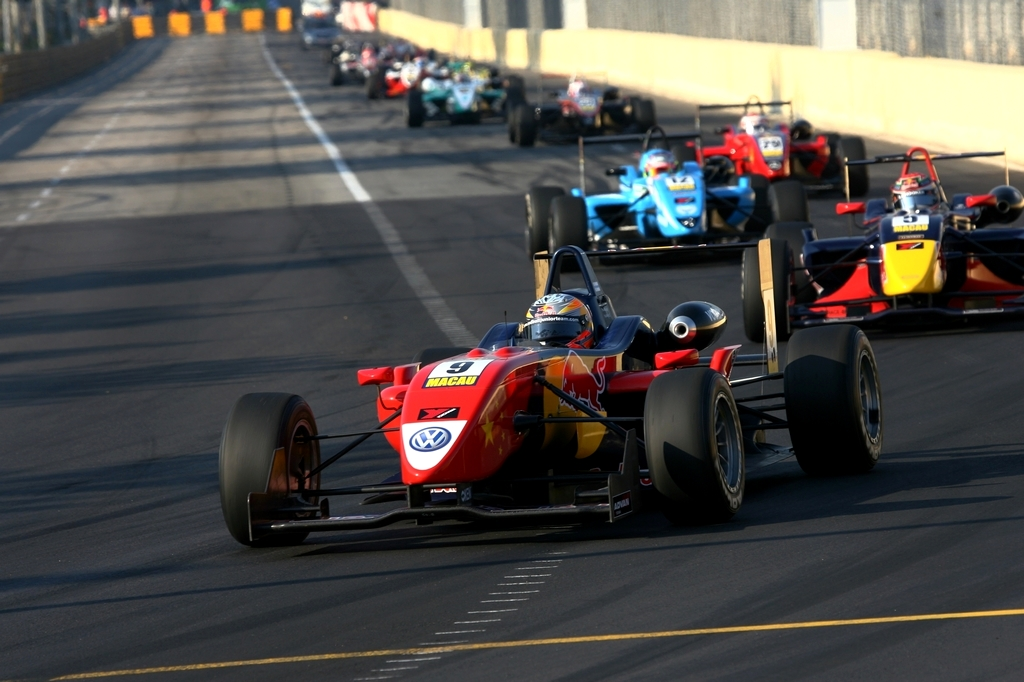
2008年のマカオグランプリ

1954年から行われているモータースポーツの祭典である『マカオグランプリ』が世界的に有名で、1983年に国際格式のフォーミュラ3のマシンによって行われるようになって以降、アイルトン・セナやミハエル・シューマッハ、佐藤琢磨など多くのレーシングドライバーがここで勝利を挙げた後に、フォーミュラ1へとステップアップしている。
また、2000年のマカオグランプリで同国出身の選手として初優勝したアンドレ・クートは、SUPER GTや国際F3000選手権などの世界各国のレースでも活躍している。

## メディア
新聞では、中国語による日刊新聞として十紙が発行されており、最も発行数が多く影響力を有するものはマカオ日報である。公営のラジオ・テレビ兼営局としては、澳門廣播電視（澳廣電、Teledifusão de Macau）がある。テレビは「澳視澳門台」（每日15時間放送）、「澳視高清台」（HDTV放送）、「澳視體育台」（スポーツ専門チャンネル）、「澳視生活台」（生活情報専門）、およびポルトガル語での放送を行う「澳視葡文台」の5チャンネルで放送されている他、衛星放送として「澳廣視衛星電視頻道－澳門」が存在する。ラジオは、広東語とポルトガル語の2波で放送されている。この他にも、民営ラジオ局の緑邨電台（Radio Vilaverde Limitada）などが存在している。

## 姉妹都市・友好都市
マカオ全体
-  リスボン、ポルトガル
-  ポルト、ポルトガル
-  ブリュッセル、ベルギー
-  サンパウロ、ブラジル
-  プライア、カーボベルデ

Concelho das Ilhas地区
-  コインブラ、ポルトガル
-  リンシェーピング、スウェーデン